# 女川漁港
座標: 北緯38度26分39秒 東経141度27分7秒 / 北緯38.44417度 東経141.45194度
女川漁港（おながわぎょこう）は、宮城県牡鹿郡女川町にある第3種漁港である。女川湾に面する。
東日本大震災で被害を受けたがカタールの基金から約20億円の資金援助を受けて整備した冷蔵施設「マスカー」が完成し、関係者による竣工式が2012年10月13日に開かれた。

## 概要
- 管理者 - 宮城県
- 漁業協同組合 - 女川町
- 組合員数 - 52名（2001年12月）
- 漁港番号 - 1430030

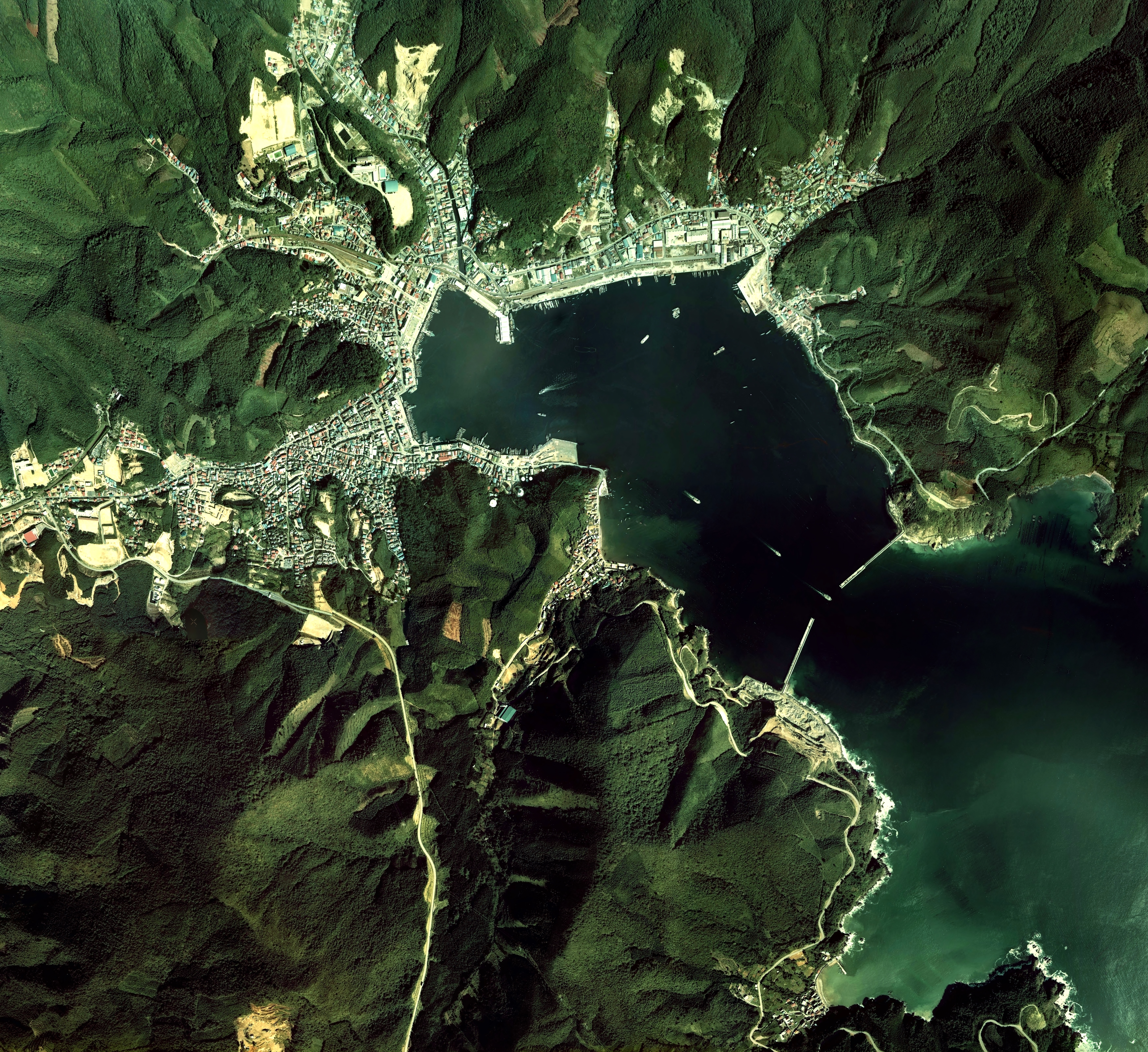
女川漁港の空中写真。1975年撮影の9枚を合成作成。
。

- 水揚量 - 38,567t（2016年）【全国18位】[2]

## 沿革
- 1951年12月13日 - 第3種漁港に指定される。

## 主な魚種
- サンマ - 2002年度（平成14年）陸揚量全国1位
- イカナゴ
- イワシ
- サケ
- タラ - 2002年度（平成14年）陸揚量全国5位

## 主な漁業
- 敷網漁業（さんま棒受網）
- まき網漁業
- 底引き網漁業